# Croacia en los Juegos Paralímpicos
Croacia en los Juegos Paralímpicos está representada por el Comité Paralímpico Croata, miembro del Comité Paralímpico Internacional.
Ha participado en nueve ediciones de los Juegos Paralímpicos de Verano, su primera presencia tuvo lugar en Barcelona 1992. El país ha obtenido un total de treinta medallas en las ediciones de verano: seis de oro, nueve de plata y quince de bronce.
En los Juegos Paralímpicos de Invierno ha participado en seis ediciones, siendo Salt Lake City 2002 su primera aparición en estos Juegos. El país ha conseguido dos medallas en las ediciones de invierno, una de oro y una de bronce.

## Medallero

### Por edición
| Evento              | Oro | Plata | Bronce | Total |
| ------------------- | --- | ----- | ------ | ----- |
| Barcelona 1992      | 0   | 0     | 1      | 1     |
| Atlanta 1996        | 0   | 0     | 0      | 0     |
| Sídney 2000         | 0   | 0     | 0      | 0     |
| Atenas 2004         | 0   | 0     | 4      | 4     |
| Pekín 2008          | 3   | 1     | 0      | 4     |
| Londres 2012        | 0   | 2     | 3      | 5     |
| Río de Janeiro 2016 | 2   | 2     | 1      | 5     |
| Tokio 2020          | 0   | 3     | 4      | 7     |
| París 2024          | 1   | 1     | 2      | 4     |
| TOTAL               | 6   | 9     | 15     | 30    |

| Evento              | Oro | Plata | Bronce | Total |
| ------------------- | --- | ----- | ------ | ----- |
| Salt Lake City 2002 | 0   | 0     | 0      | 0     |
| Turín 2006          | 0   | 0     | 0      | 0     |
| Vancouver 2010      | 0   | 0     | 0      | 0     |
| Sochi 2014          | 0   | 0     | 0      | 0     |
| Pyeongchang 2018    | 1   | 0     | 1      | 2     |
| Pekín 2022          | 0   | 0     | 0      | 0     |
| TOTAL               | 1   | 0     | 1      | 2     |

### Por deporte
| Evento        | Oro | Plata | Bronce | Total |
| ------------- | --- | ----- | ------ | ----- |
| Atletismo     | 4   | 7     | 8      | 19    |
| Natación      | 0   | 0     | 6      | 6     |
| Taekwondo     | 0   | 1     | 0      | 1     |
| Tenis de mesa | 2   | 1     | 1      | 4     |
| TOTAL         | 6   | 9     | 15     | 30    |

| Evento       | Oro | Plata | Bronce | Total |
| ------------ | --- | ----- | ------ | ----- |
| Esquí alpino | 1   | 0     | 0      | 1     |
| Snowboard    | 0   | 0     | 1      | 1     |
| TOTAL        | 1   | 0     | 1      | 2     |